# Географија Албаније
Албанија се налази на југозападу Балканског полуострва. Њена површина износи 28.748 км². Граничи са Црном Гором на сјеверозападу, са Србијом на сјевероистоку, са Северном Македонијом на истоку и Грчком на југу и југоистоку. На западу има излаз на Јадранско и Јонско море, а укупна дужина албанске морске обале износи 476 км. Ова два мора спаја Отрантски мореуз, чија ширина износи око 72 км, што је најмање растојање између копненог дијела Албаније и Апенинског полуострва, тј. од обале Италије.

## Границе
Са изузетком обале, све границе Албаније су вештачке. Оне су створене 1912-13. на мировној конференцији у Лондону, када је и званично призната држава Албанија. Земља је била окружена италијанским, српским, бугарским, аустроугарским, грчким и француским снагама током Првог светског рата, али су границе из 1913. потврђене потврђене од стране победничких држава 1921. године. Подела језера на истоку Албаније између три државе захтевала је да свака од њих има удео у низијама у близини. Таква вештачка расподела, једном направљена, нужно је утицала на границе и на северу и југу. Граница која иде од језера према северу, иако прати гребене на источним планинама, остаје 16 до 32 km западно од граничне поделе. С обзиром да су преговарачи у Лондону одбили да користе вододелницу као границу на северу, албанско становништво на Косову било је припојено Србији.
На крајњем северу и североистоку Албаније, који је планински део, границе повезују врхове и прате планинске превоје тешко доступних Проклетија. У највећем делу не постоје природне границе од ових висоравни до Јадранске обале, иако језеро Скадар и део реке Буне јужно одатле означавају северозападну границу Албаније. Од округа језера па на југу и југоистоку до Јонског мора, југоисточна граница државе не прати природне границе, пролазећи кроз бројне гребене уместо да их прати. Постоје четири главне географске регије у Албанији: северна планинска регија (албански део Проклетија), јужна планинска регија, западне низије и централна планинска регија.

## Геолошки састав
Албанско тло изграђено је од стена различите старости. Најстарији терени налазе се на северу и североистоку државе, у пограничним крајевима са Црном Гором и Србијом (огранци Шар планине). У њиховој грађи доминирају палеозојски шкриљци и глинци. У слојевима изграђеним од кристаластих шкриљаца нису запажене громаде гранитских стена. Палеозојски шкриљци су подлога свим другим теренима на територији Албаније, али нису испољени на површини у средњој и јужној Албанији. Црвени пешчари и кречњаци у северној Албанији такође су палеозојске старости.
Стене мезозојске старости изграђују Динарске Алпе. Динарски Алпи улазе у Албанију из Црне Горе, простиру се целом њеном дужином до прелаза у Епир, Тесалију и Пелопонез. Они се у сваком погледу подударају са Алпима у Херцеговини, Далмацији и Истри. У њиховој грађи доминирају кредни кречњаци, мада има и оних из старијих периода мезозоика. Слојеви тријаса понегде имају уметнуте слојеве од магматских стена. Кречњаци јурске старости изграђују мање изданке, попут оних у Црној Гори.
Од кредних кречњака издвајају се рудисни и хипурирски кречњаци. Кредне старости је и велика серија флишоликих пешчара и глинаца са огромним громадама серпентина пореклом од магматских стена. Они улазе у Албанију са Метохије, па се преко Миридита пружају до реке Маће.
Флиш се протеже целом Албанијом. Његове поворке иду правцем од северозапада ка југоистоку, попут гребена од кредних кречњака. Кречњаци са нумулитима еоцене старости леже преко старијих кречњака. Има их у северној, средњој и јужној Албанији. Терена олигоцене старости има јужно од Корче, где преовладава серпентин.
Терени створени у време неогена и дилувијума називају се Равном Албанијом. Дилувијални наноси поремећени су набирањем. У време када су они стварани било је ледника на многим високим планинама данашње Албаније. Млади терцијер облаже цело подгорје планина које се пружају од Љеша до ушћа Војуше. Он се шири од морске обале до Елбасана. У њему има више слојева: медитеранских, сарматских, понтијских и слатководних (левантијских).

## Клима
Својим обалама окренута Јадранском и Јонском мору и планинама које су део Балканске копнене масе, Албанија има велики број климатских региона на тако малом простору. Приморске низије имају типичну медитеранску климу, док у планинским крајевима влада медитеранска континентална клима. И у низијама и на планинама, време значајно варира идући од севера према југу.
Низије имају благе зиме са просечном температуром око 7 °C, док су просечне летње температуре у њима око 32 °C. Влажност ваздуха је ниска. У јужним низијама температуре су у просеку ниже за два степена, тако да је просечна температура зими 5 °C, а лети 30 °C. У унутрашњости просечне температуре ваздуха највише зависе од надморске висине. Ниске зимске температуре у планинама последица се континенталне ваздушне масе која доминира временом у Источној Европи и на Балкану. Северни и североисточни ветрови су честа појава. Поред нижих температура у односу на приморје, за планинско подручје су карактеристичне и веће дневне осцилације. Дневне максималне температуре у унутрашњости котлина и долинама река су веома високе, али су ноћи знатно хладније.
Просечна количина падавина је велика, што је резултат конвергенције преовлађујућих ваздушних струја са Средоземног мора и континента. Ове две ваздушне масе се сусрећу на месту где се терен уздиже, тако да највише кише падне у централним висоравнима. Вертикалне струје, изазване подизањем медитеранске ваздушне масе, такође узрокују честе олује. Многе од ових олуја праћене су локалним ветровима и бујичним пљусковима кише. Када је континентална ваздушна маса слабија, медитерански влажнији ваздух продире дубље у копно, док, када постоји доминантна континентална ваздушна маса, она обезбеђује хладан ваздух у равничарским областима, што се углавном јавља зими. С обзиром да ниже сезонске температуре оштећују маслине и цитрусе, воћњаци су ограничени на заштићена подручја са западном и јужном експозитуром, чак и у областима са високим просечним зимским температурама.
У равницама у просеку падне од 1.000 до преко 1.500 милиметара кише на годишњем нивоу, с тим да је на северу овај број већи. Око 95% ових падавина излучи се углавном зими.
У планинским крајевима количина падавина је већа. Нису доступне адекватне евиденције, а процене варирају, тако да вероватна количина падавина у овим крајевима варира између 1.800 и 2.250 милиметара. Сезонска варијација није изражена као у обалским пределима, односно падавине су прилично равномерно распоређене током године.
Планине у дубокој унутрашњости и са континенталном климом примају мање падавина од просека. Теренске разлике могу довести до широких локалних варијација, али је сезонска дистрибуција падавина у овим областима најконзистентнија.
- Медитеранска влажна и сува клима на Албанском приморју
- Суптропска клима на језеру Шема
- Субарктичка клима на Албанским Алпима
- Влажна континентална клима у Националном парку Долина Валбоне

|                                      | Јан           | Феб           | Мар         | Апр           | Мај           | Јул           | Јул           | Авг           | Сеп           | Окт           | Нов           | Дец            |  |
| Просечна најнижа температура (°C/°F) | 2 °C 35,6 °F  | 2 °C 35,6 °F  | 5 °C 41 °F  | 8 °C 46,4 °F  | 12 °C 53,6 °F | 16 °C 60,8 °F | 17 °C 62,6 °F | 17 °C 62,6 °F | 14 °C 57,2 °F | 10 °C 50 °F   | 8 °C 46,4 °F  | 5,0 °C 41,0 °F |  |
| Просечна највиша температура (°C/°F) | 12 °C 53,6 °F | 12 °C 53,6 °F | 15 °C 59 °F | 18 °C 64,4 °F | 23 °C 73,4 °F | 29 °C 84,2 °F | 32 °C 89,6 °F | 32 °C 89,6 °F | 30 °C 86,0 °F | 23 °C 73,4 °F | 17 °C 62,6 °F | 14 °C 57,2 °F  |  |
| Влажност у %                         | 71            | 69            | 68          | 69            | 67            | 57            | 42            | 42            | 54            | 67            | 75            | 73             |  |
| Осунчаност (часова/дан)              | 5             | 5             | 6           | 7             | 10            | 15            | 18            | 16            | 12            | 7             | 5             | 5              |  |
| Падавине у данима                    | 13            | 13            | 14          | 13            | 10            | 7             | 5             | 4             | 6             | 9             | 16            | 17             |  |
| Извор: Climate data                  |               |               |             |               |               |               |               |               |               |               |               |                |  |

### Глацијација
На северним падинама Албанских Алпа има најмање пет активних глечера који су вероватно настали током холоцена, као и велики број неактивних глечера на надморским висинама између 1.980 и 2.420 метара. Корито реке Валбоне, као и црногорских река Ропојане и Грбаје, издубљено је од стране глечера током последњег леденог доба. Детаљно геоморфолошко мапирање користи се за реконструкцију положаја некадашњих глечера, па је тако утврђено да је глечер Валдона био дугачак 9,5 метара и имао површину од 10,5 km². Поред речних долина, радом ледника настала су и бројна, мала глацијална језера.
Године 2009, ескпедиција са Универзитета у Колораду открила је четири мала глечера на планинама у северној Албанији. Глечери се налазе на релативно малим висинама - на око 2.000 метара - и готово да су јединствени за такву јужну географску ширину. У недавном извештају географа са Универзитета у Манчестеру приказани су детаљни подаци овог открића. Глечери су, наиме, смештени на висини између 1.980 и 2.100 метара, а највећи од њих има повшину шест фудбалских терена. Величина глечера варира током различитих годишњих доба, у складу са количинама снега који падне зими и висином летњих температура. Њихова просечна површина износи пет хектара. Климатском анализом утврђено је да они годишње акумулирају између 4.137 и 5.531 милиметар кише, што одговара висини снежног покривача између 49,7 и 66,4 метара. Значајан део ове акумулације је вероватно од снега који потиче од ветрова и, нарочито, лавина. Присуство ових глечера, најјужнијих у Европи, на висини знатно нижој од просека, наглашава значај потребе локалног очувања и контроле ледника. Географи такође сматрају да је током 19. века постојало још најмање осам оваквих глечера на суседним планинама.

## Рељеф
Планинско подручје заузима око 70% површине Албаније. Остатак чине алувијалне равни, које сезонски примају падавине, тако да пролазе кроз сушни и плављени период. Већи део земљишта у равницама је лошег квалитета. Уместо да нуде олакшање од тешког планинског терена у унутрашњости, равнице су често нељубазне као и планине. Добра земља и редовне, поудане падавине могу се наћи у речним долинама планинских река и у области језера, дуж источне границе државе, као и у уском опсегу благо плоднијег земљишта између приморских равница и унутрашњих планина.
На крајњем северу, Албански Алпи су планине у Албанији које представљају продужетак Проклетија или конкретније црногорског кречњачког платоа. Реке у овом делу имају стрме падине и дубоке, али обрадиве спратовне долине. Генерално непловне, реке више ометају него што омогућавају кретање у овом региону. Путеви су ретки и сиромашни. У недостатку интерних комуникација и спољашњих контаката, племенска друштва цветала су у овим периодима вековима. Тек после Другог светског рата учињени су напори да се људи из разних области уједине у јединствени албански национални живот.
Низак приобални појас простире се од северне границе државе па на југу до околине Валоне, на укупној дужини од 476 km. У просеку, задире мање од 16 km у копно, али је у области Елбасана, у централној Албанији, приобални појас широк око 50 km. У свом природном стању, обалски појас карактерише прочишћена вегетација, која варира од оскудне до густе. Постоје велике површине под мочварама и других еродираних, пустињских предела. У пределима где надморска висина благо расте — у подножју централних висоравни — земљиште је врло обрадиво. Оно се наводњава у свим областима у којима је то могуће.
Источно од низија простиру се централне висоравни, зване Чемерника - област углавном умерених висина, између 305 и 915 метара надморске висине, са неколико тачака вишим од 1.520 метара. Померања тла на западном рубу централних висоравни изазива честе, а повремено и јаке земљотресе.
Иако нераван терен са тачкама на великим надморским висинама карактерише централне висоравни, овај први планински масив у унутрашњости од Јадранске обале је изграђен је претежно од серпентинита (од чега потиче и назив масива, због његове тупе зелене боје и често пегавог изгледа), протежући се готово кроз целу земљу, од Проклетија на северу до грчке границе јужно од Корче. У оквиру овог појаса, постоје многе области у којима голи кречњак и пешчар доминирају, иако су заобљени планински врхови главна карактеристика овог појаса.
Планине источно од појаса серпентинита су највише у Албанији, са преко 2.754 метара надморске висине у венцу планине Кораб. Заједно са Проклетијама и појасом серпентинита, источне висоравни су неравније и недоступније од било код другог дела Балканског полуострва.
Три језера на истоку Албаније, Охрид, Велико и Мало Преспанско језеро, забачена су и живописна. Већи део терена у њиховој околини није превише стрм, а ту област насељава већи број становника у односу на било који део унутрашњости Албаније. Источна граница државе пролази кроз Охридско језеро, на граници с Северном Македонијом, Мало Преспанско језеро одваја Албанију од Грчке, док Преспанско језеро представља тромеђу ових држава. Оба већа језера имају површину по 260 km², док је површина Малог Преспанског језера пет пута мања од површине већег. Охридско језеро се налази на надморској висини од 695 метара, док су оба Преспанска језера смештена на 855 метара.
Јужни планински венац је проходнији од појаса серпентинита, источних висоравни и Проклетија. Прелаз са високих висина на област низија је благ, а обрадиве површине у овој области су бројније. Кречњак, као доминантан минерал који гради ове планине, одговоран је за стрме литице и чисту воду на обалама југоисточно од Валоне. Ерозија меких стена обезбедила је седимет који је извајао широке речне долине у планинском окружењу, које се разликују од долина у осталим деловима земље. Овај терен подстицао је развој великих земљишних поседа, што је утицало на социјалну структуру јужне Албаније.

## Хидрологија
Све реке у Албанији припадају сливу Јадранског мора, а највећи речни сливови на тлу Албаније су слив Дрима, Војуше, Семени, Шкумбе и слив реке Маће.
Готово све падавине које се излуче на тлу Албаније одлазе у реке које одводе воду до мора, без напуштања земље. На северу, само један мали поток напушта Албанију. На југу, још мањи поточић одводи воду у Грчку. Због топографске поделе територије на истоку Албаније са својим суседима, велика количина воде из других земаља протиче кроз Албанију. Велики део слива Белог Дрима смештен је у Метохији и пролази североисточном границом Албаније. Три језера на истоку, које Албанија дели са својим суседима, као и реке које утичу у њих, отичу у Црни Дрим. Подела слива на југу је таква да он продире 75 km на територију Грчке у једном тренутку. Неке приоке реке Вјосе извиру у овом региону.
Са изузетком Црног Дрима, који тече североисточне границе, а потом скреће на запад према мору, већина река у Албанији мање-више директно тече на запад ка обали. У процесу отицања, ове реке пре пролазе кроз гребене него што их обилазе. Стрмоглав пад са великих висина, као и веома неправилан сезонски изглед токова карактеристике су свих токова у земљи и оне смањују економску вредност токова река. Оне еродирају планине и таложе седименте који формирају долине, а потом настављају да их повећавају, а изливају се када се јаве локалне падавине. Када је време топло, а земљиште суво и захтева наводњавање, реке су обично суве. Њихова снага, када су богате водом, чини их тешким за контролисање, па су због тога и непловне. Изузетак представља река Бојана. Она је прокопана у делу између Скадарског језера и Јадранског мора, тако да се њоме може пловити малим бродовима. За разлику од планинских делова у којима је ток реке веома брз, у равницама реке стално мењају своја корита доносећи речни материјал, стварајући тако “отпад” од земљишта које носе са собом.
Дрим је река са највећим и најконстантнијим током. Храњена снегом са планина на северу и истоку, као и равномерним падавинама на овом простору, њен ток, за разлику од већине албанских река, нема велике варијације. Највеће сезонске варијације које се могу јавити у протоку ове реке могу да достигну једну трећину њеног укупног протока. Целом својом дужином од око 282 km, она има слив површине 5.957 km² у Албанији. Она такође прихвата воду из косовског слива, као и из језера на истоку земље, што њен слив повећава на 15.540 km².
Семени и Вјоса су једине реке, поред Црног Дрима, које имају дужину већу од 160 km и сливове веће од 2.600 km². Ове реке одводе воду из јужних делова и, зависно од сезонског распореда падавина, оне имају бујични ток зими, док лети готово да пресушују, упркос својој дужини. Ова променљива природа је такође карактеристична и за мање токове у Албанији. Лети, већина река носи мање од једне десетине својих зимских просека, ако нису потпуно пресушиле.
Иако седименти ношени планинским бујицама настављају да се таложе, то не омета проток реке. Напротив, ток реке наставља да се повећава док се муљ таложи, па се дешава да корито реке постане више од околних делова терена. Тада река напушта старо и формира ново корито. Стара корита се полако претварају у мртваје и мочваре. Због оваквих појава често се јављају потешкоће приликом градње путева у низијама, а и било који други вид коришћења земљишта је отежан.